# Per Wallin (podcastare)
Per Gustav Wallin, född 13 augusti 1986 i Lundby församling i Västerås, är en svensk podcastare, författare och programledare.

## Biografi
Wallin slog tillsammans med Mattis Bergwall igenom med podcasten Krigshistoriepodden som hade premiär i april 2020. Podden blev framröstad som årets podd både 2022 och 2024 av Guldpodden. 2024 gav han tillsammans med Bergwall och Fredrik Hagelin ut boken Rysslands militära fuck-ups som samma år belönades med Adlibrispriset för bästa facklitterära bok. Tillsammans med Bergwall och Hagelin kommer de att ge ut under 2025 att ge ut boken Folkhemmet at war. Tillsammans med Bergwall programleder han under 2025 dokumentärserien Krigsmaskinen Sverige på SVT.

## TV-program (i urval)
- 2025 – Krigsmaskinen Sverige (TV-serie)